# 1994 TB
1994 TB är ett transneptunskt objekt i Kuiperbältet. Det upptäcktes den 2 oktober 1994 av den brittiske astronomen David C. Jewitt och den amerikanska astronomen Jun Chen vid Mauna Kea-observatoriet.